# Viola ovalleana
Viola ovalleana är en violväxtart som beskrevs av Rodolfo Amando Philippi. Viola ovalleana ingår i släktet violer, och familjen violväxter. Inga underarter finns listade i Catalogue of Life.